# بالانغا (لتوانيا)
بالانغا (النطق ; Samogitian: Palonga, (باللاتفية: Palanga (حتى 1934))‏) هي منتجع في غرب ليتوانيا، على شاطئ بحر البلطيق. وهي أكثر المنتجعات ازدحاما في الصيف في ليتوانيا لديها شواطئ رملية بطول 18 كم، وعرض يصل إلى 300 متر، وبها أيضا كثبان رملية. وتضم بلدية بالانغا كلا من Šventoji, Nemirseta, Būtingė وغيرها من التجمعات السكنية التي تعتبر جزء من مدينة بالانغا.

## الأسطورة
```
وفقًا للأسطورة المتداولة، كان هناك ضريحًا وثنيًا عند سفح تل في بالانغا، حيث اعتادت كاهنة جميلة تدعى بيروت ("Birutė") أن تُشعل الحرائق للاحتفال. سمع كيستوتيس، 
الدوق الأكبر لتوانيا
 عن جمال هذه الكاهنة، فجاء إليها ليتزوجها. كُتب في الجريدة الليتوانية Bychowiec Chronicle أن الكاهنة "لم توافق"، وأجابت بأنها وعدت المعبودات أن تظل 
عذراء
 طيلة حياتها. لجأ كوستوستيس إلى أخذها بالقوة، وأحضرها إلى عاصمته 
تراكاي
 في موكب كبير، حيث دعا أقاربه واحتفل بحفل زفاف فخم..."
[
5
]
 قُتل كوستستيس لاحقًا وعادت الكاهنة إلى بالانغا واستأنفت الخدمة في الضريح حتى وفاتها. تقول الأسطورة أنها دفنت في التل الذي سمي الآن باسمها.
```

## التاريخ
```

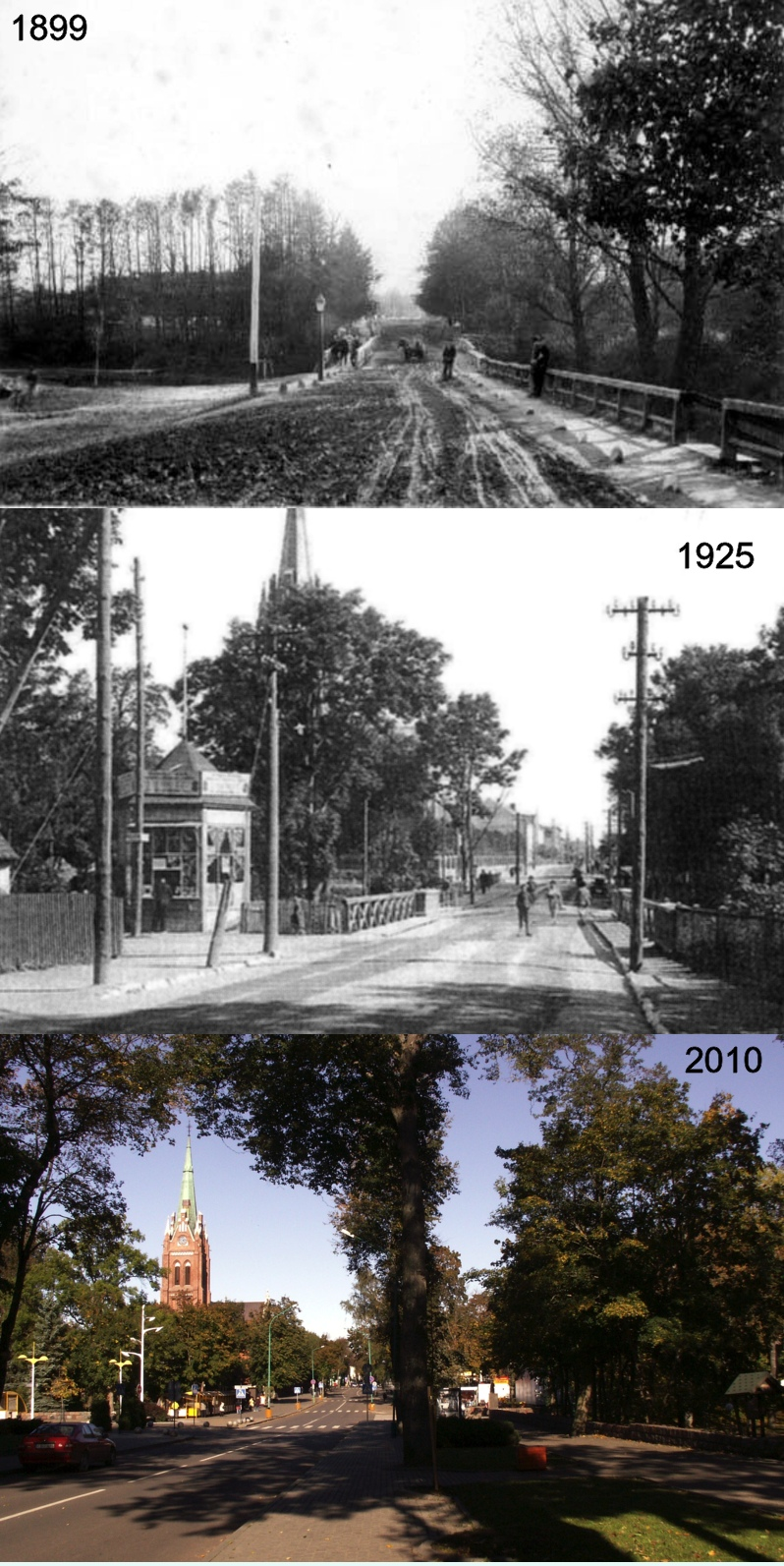
شوارع ليبويوس-فيتوتو 1899-1925-2010

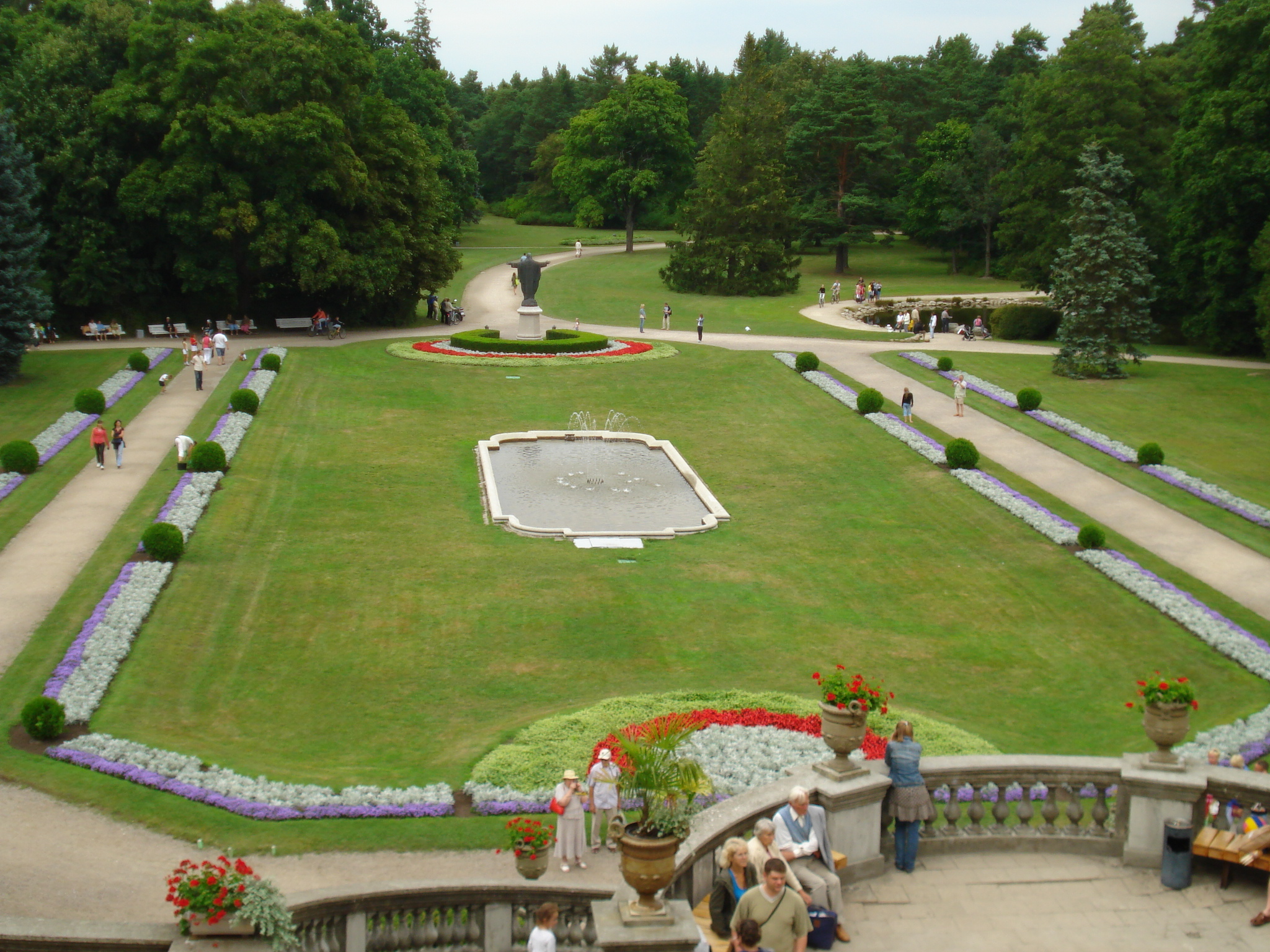
حديقة قصر Tiškevičiai

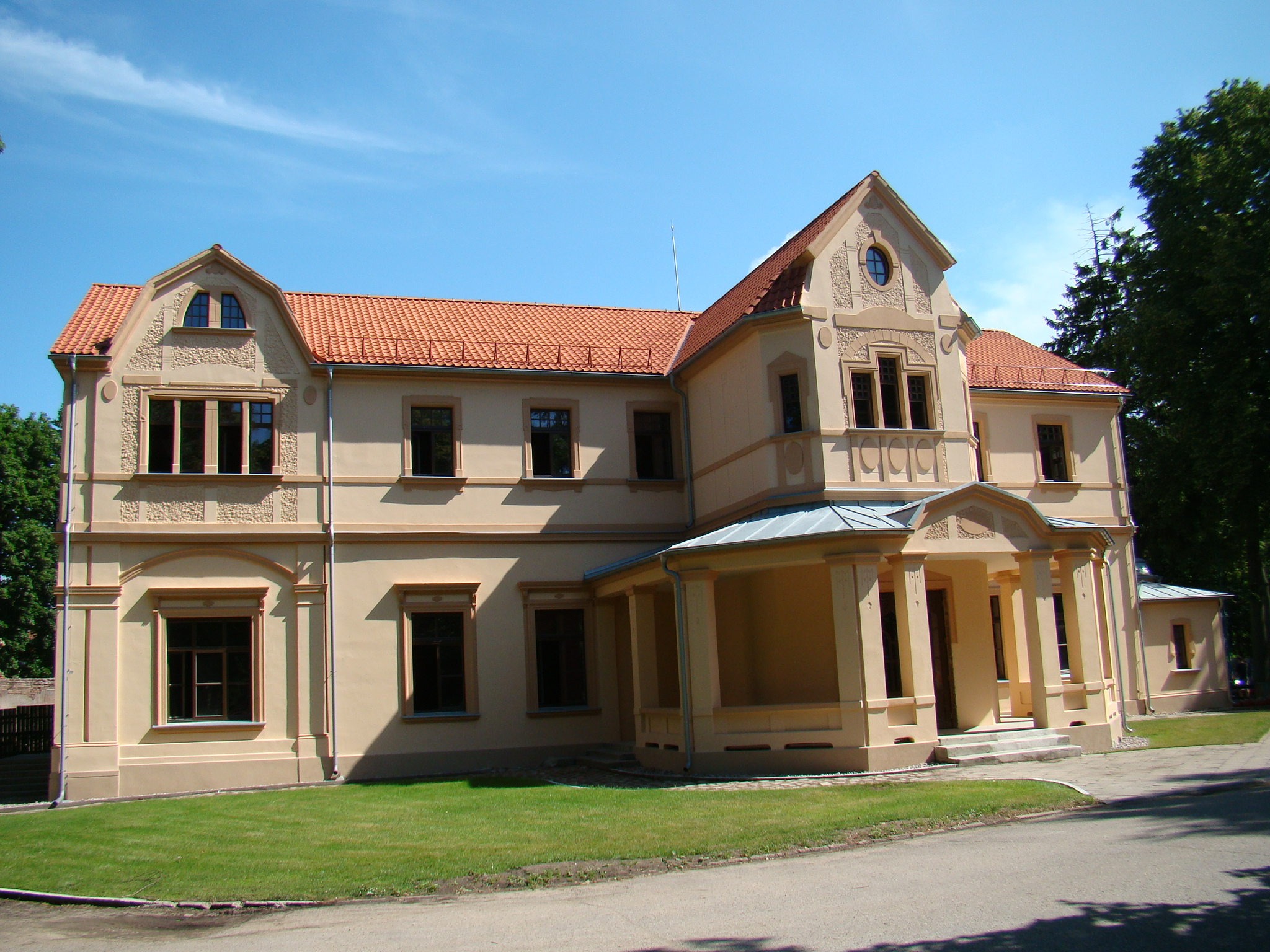
كورهاوزاس (الألمانية : منزل يستخدم كمنتجع)

بالقرب من "Šventoji, Lithuania" اكتشف علماء الآثار معسكرًا يشير إلى أن المنطقة كانت مأهولة قبل حوالي 5000 عام. بين القرنين العاشر والثالث عشر كانت بالانغا واحدة من المستوطنات الرئيسية في أرض موغوفا، التي يسكنها الكورونيون. ولما كانت تقع على 
طريق الكهرمان
 القديم فقد أصبحت مركزًا للتجارة والحرف.
```

في الوثائق التاريخية، تم ذكر اسم بالانغا لأول مرة في عام 1161 عندما نزل الملك الدنماركي فالديمار الأول هناك مع جيشه واستولى على قلعة الكورونيين.
بين القرنين الثالث عشر والخامس عشر اضطر سكان بالانغا إلى مواجهة فرسان توتوني في الجنوب وإخوان السيف الليفونيون في الشمال. لم يتمكن خصومهم من تحقيق هدفهم المتمثل في الاستيلاء على ساحل البحر الليتواني من كلايبيدا إلى أفينوجي. على الرغم من انتقال كلايبيدا إلى أيدي الأمراء الإقطاعيين بموجب معاهدة ميلنو، في عام 1422 ظلت بالانغا وأفينتوجي تحت السيطرة الليتوانية. تطورت المدينتان تدريجيا وتحولتا إلى موانئ ومراكز تجارية أكبر. أسس التجار البريطانيون شركات في أفينوجي في عام 1685. خلال حرب الشمال العظمى دمر الجيش السويدي بالانغا، ودمر الميناء في أفينوجي، وأغلق المدخل بالحجارة في عام 1701.
بعد التقسيم الثالث لبولندا في عام 1795 أصبحت ليتوانيا جزءًا من الإمبراطورية الروسية. في عام 1819 انتقلت بالانغا من محافظة فيلنا إلى مقاطعة جروبين بمحافظة كورلاند.
تم شراء Palanga في عام 1824 من قِبل الكونت Michał Tyszkiewicz. وقام حفيده جوزيف ببناء رصيفًا للسفن لنقل الركاب والطوب إلى مدينة ليبايا القريبة. بدأت بالانغا تتطور كمنتجع في أوائل القرن التاسع عشر. صار الرصيف مكانًا مفضلًا للتنزه والاستجمام منذ عام 1892. قام فيليكس تيسكوفيتش (ابن جوزيف) ببناء قصر تيشكيفيتشيا (طراز عصرالنهضة الجديدة)، الذي بناه المهندس المعماري الألماني الشهير فرانز شويتشن في عام 1897. صمم مهندس المناظر الطبيعية الفرنسي إدوارد أندريه حديقة كبيرة حول القصر بين عامي 1897 و1907. أصبح القصر مكانًا مفضلاً للتجمع لأداء الحفلات الموسيقية. وكان من بين الأصدقاء المقربين من فيليكس كان كاتب العدل Jonas Kentra.
بعد حظر الصحافة الليتوانية لعام 1864، أصبحت بالانغا موقعًا مهمًا لتهريب المنشورات الليتوانية من الغرب. لعب القس مارسيجوناس جورجيتيس، والطبيب ليوداس فانيكيس، وكاتب العدل جوناس كنترا أدوارًا مهمة في هذا النشاط. بعد حصول كنترا على إذن رسمي، تم تقديم عرض عام يظهر فيه الكوميديا، America in the Bathhouse (Amerika pirtyje)، باللغة الليتوانية. كان هذا غير مسموح به في السابق. ومع ذلك قامت السلطات القيصرية في وقت لاحق بترحيل فانيكيس وخمسة وعشرين شخصًا آخرين إلى سيبيريا في عام 1901.
في عام 1919، بعد تفكك الإمبراطورية الروسية، أصبحت بالانغا جزءًا من لاتفيا، مثل بقية مقاطعة كورلاند. في عام 1921 تم نقل المدينة سلميا إلى ليتوانيا بعد معاهدة ليتوانيا ولاتفيا ومنح ليتوانيا ممرًا للوصول إلى البحر.
تم تحويل حديقة قصر Tiškevičiai إلى حديقة نباتية في عام 1960. واليوم يحتوي على حوالي مائتين من الأنواع المختلفة من الأشجار والشجيرات، بما في ذلك شجرة البلوط التي زرعها الرئيس أنتاناس سمتانا. يحتوي القصر الذي يُعرف الآن باسم متحف Palanga Amber، على مجموعة واسعة من مجوهرات الكهرمان وغيرها من القطع الأثرية. تقام الحفلات السمفونية وغيرها من المهرجانات والفعاليات الموسيقية في الصيف عادة في المساء.

## الموقع
بالانغا هي منتجع يتدفق عبرها نهري entoventoji وRąžė (Samogitian : Ronžē) إلى بحر البلطيق. كانت Rąžė تُعرف سابقًا باسم Alanga ومنحت بالانغا اسمها: Palanga التي تعني حرفيا على نهر Alanga. تمتد بلدية بالانغا على بعد 24 كيلومتراً من نيميرتسا في الجنوب إلى الحدود اللاتفية في الشمال. تنقسم بالانغا إلى Nemirseta وVanagupė وKunigiškiai وManciškiai وentoventoji - خمس قرى صيادين مجاورة تم توحيدها في مدينة واحدة بعد التغييرات الإدارية في المنطقة. خلال الوقت الذي كانت فيه منطقة كلايبيدا جزءًا من ألمانيا، كانت نيميرتسا هي أقصى قرية في شرق بروسيا؛ على العكس من ذلك، كانت بالانغا نقطة تفتيش حدودية بين ليتوانيا الروسية وألمانيا.

## وسائل النقل

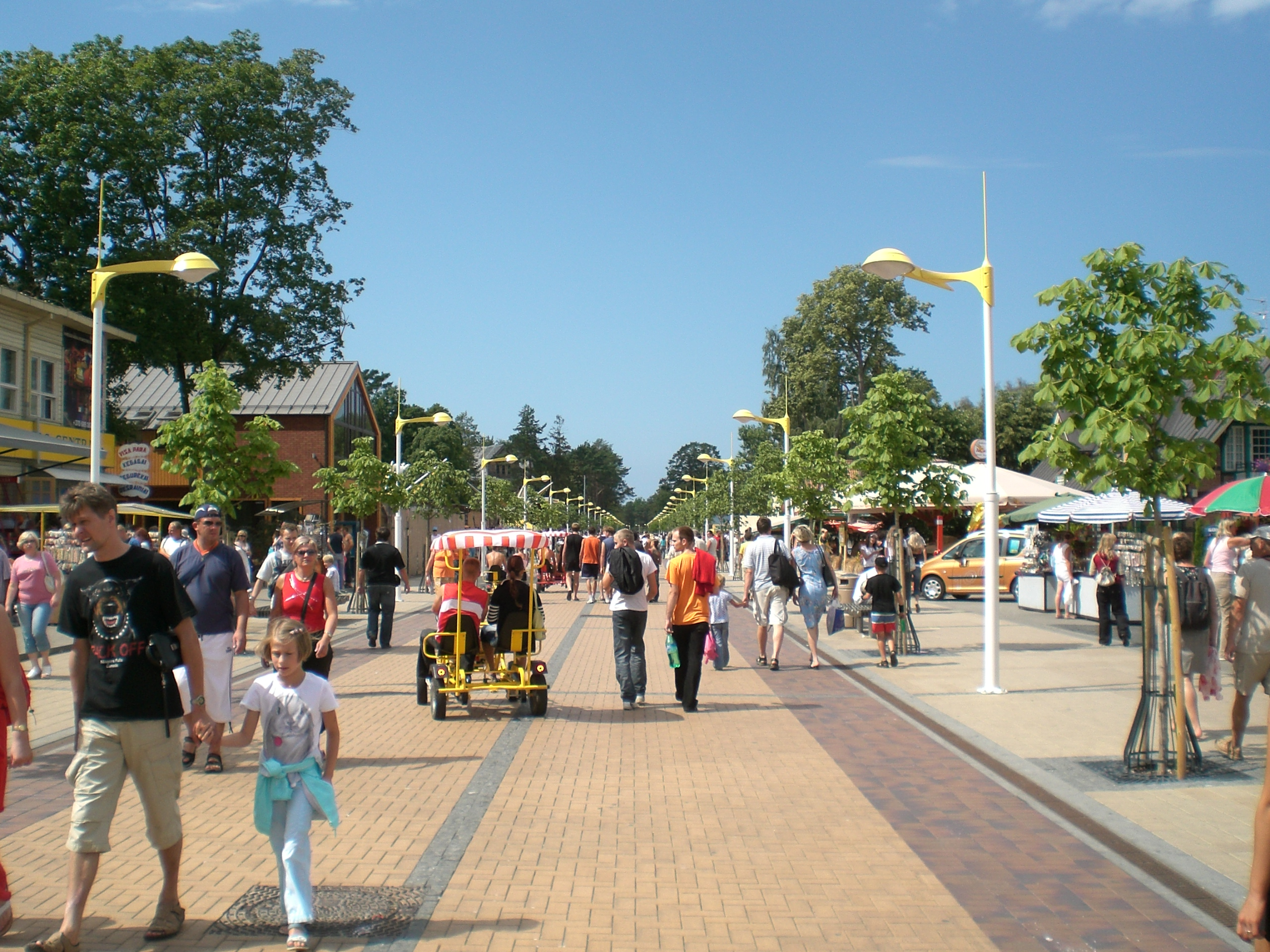
شارع Basanavičiaus

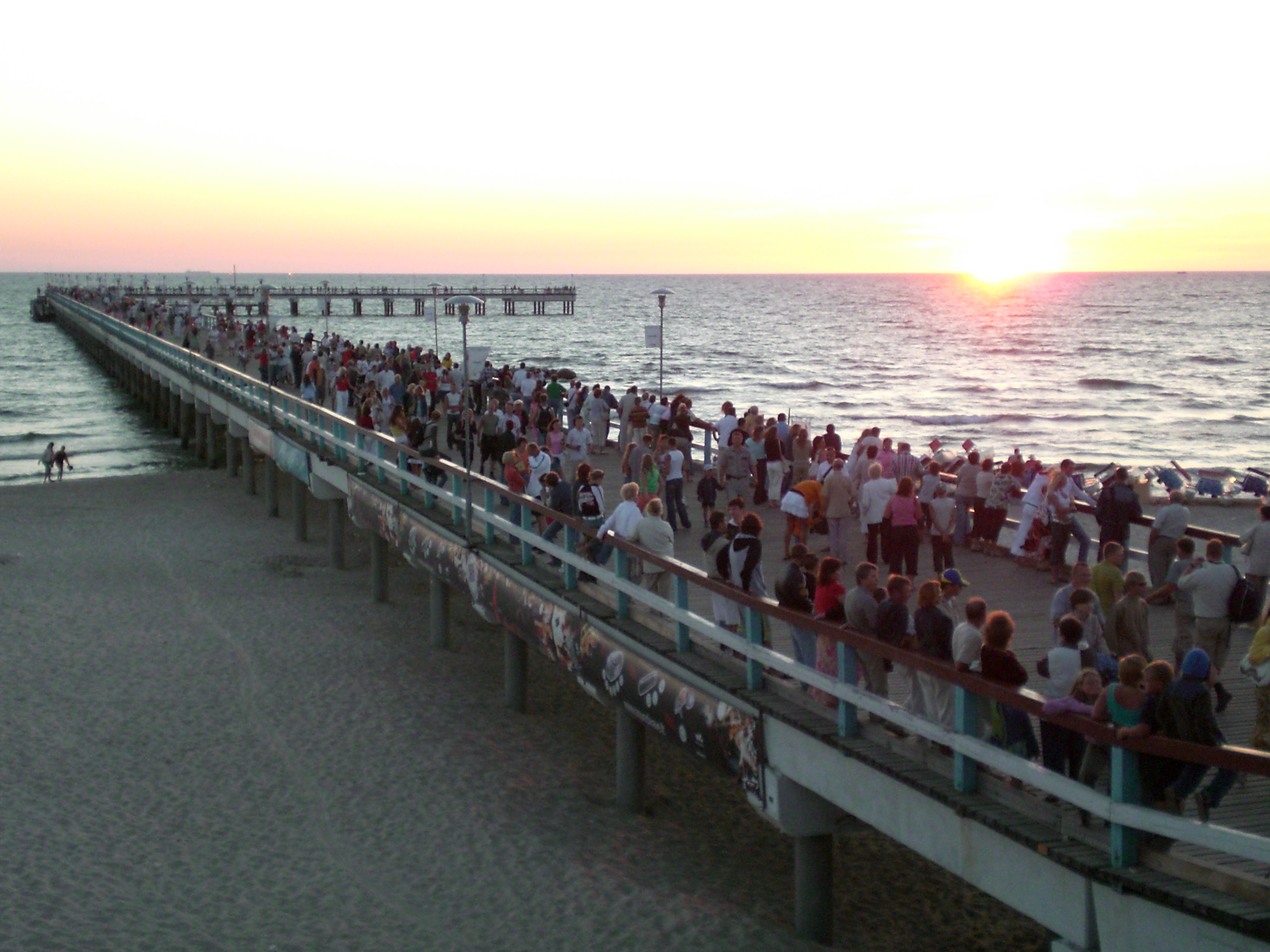
الشفق بالقرب من رصيف بالانغا

يتم الوصول إلى البلدية عن طريق الطرق من كلايبيدا وشياولي. لا توجد خطوط سكك حديدية في البلدية (أقرب خطوط السكك الحديدية هي في Kretinga، عاصمة بلدية Kretinga). مطار بالانغا الدولي هو ثالث أكبر مطار في ليتوانيا، ويوفر رحلات متصلة إلى الدول الاسكندنافية وألمانيا والمملكة المتحدة وبولندا وأكبر مدينة في دول البلطيق - ريغا، لاتفيا. يقع المطار بين بالانغا وŠventoji، وتوجد المزيد من الرحلات الجوية في الصيف بسبب الطبيعة السياحية للمنتجع.

## الأماكن ذات الأهمية

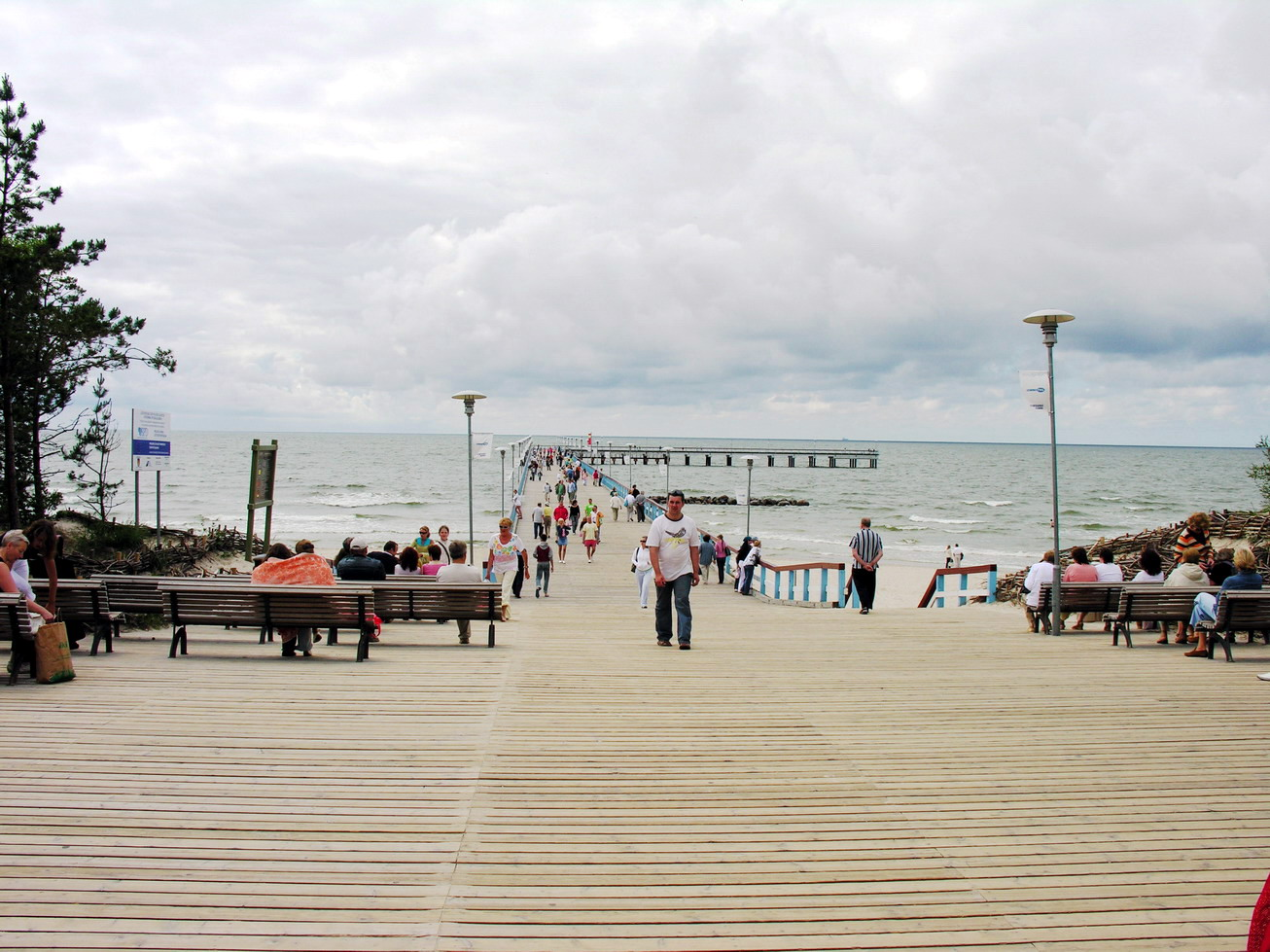
الرصيف في بالانغا

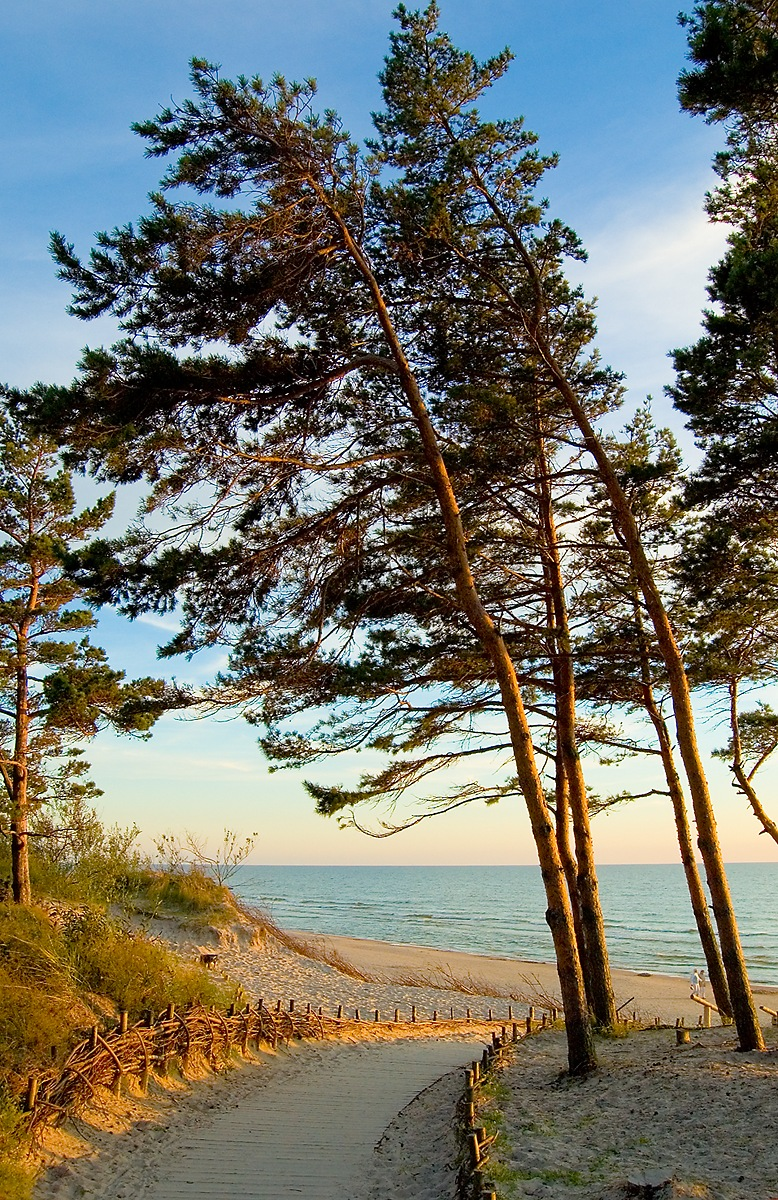
طريق يتجه إلى الشاطئ

في فصل الصيف، يقيم العديد من السياح في بالانغا، سواء لشواطئها أو للاستمتاع بالجو البحري. يوجد كرنفال في شارع Jonas Basanavičius، وهو شارع للمشاة فقط خلال موسم الذروة. هناك العشرات من المطاعم والحانات وأماكن ركوب الخيل، وغيرها من أشكال الترفيه. متحف الكهرمان مفتوح للجمهور، وكذلك الحدائق النباتية الواسعة في المتحف. تحتوي مقبرة Anaičiai الإثنوغرافية على مجموعة من مقابر القرن التاسع عشر وأوائل القرن العشرين. في حديقة التماثيل، يمكن للزائر أن يجد 28 تمثالًا للفن المعاصر لفنانين من أرمينيا وإستونيا ولاتفيا وليتوانيا وأوكرانيا.
توجد أيضًا في بالانغا واحدة من أقدم الصيدليات العاملة في ليتوانيا. تم تأسيسها في منتصف القرن التاسع عشر.
المدينة هي أيضا موطن لمحطة إذاعية إقليمية تسمى FM Palanga.

## مشاهير بالانغا
- بيروت (توفيت عام 1382) كانت الزوجة الثانية لكوستوتيس، دوق ليتوانيا الأكبر، وأم فيتوتاس الكبرى
- يوليوس بروتزكوس (1870-1951) مؤرخ وباحث وسياسي يهودي ليتواني.
- بوريس بروتسكوس (1874-1938) خبير اقتصادي روسي، أُجبر على النفي من قبل الحكومة البلشفية في عام 1922
- فلاداس يورجوتيس (1885 في جوسكوداى بالقرب من بالانغا   - 1966 في فيلنيوس) كاهن وخبير اقتصادي وأستاذ ليتواني
- ليوفيكاس نارسيساس راسيمافيتش (مواليد 1938) سياسي ليتواني. في عام 1990 كان من بين الذين وقعوا على قانون إعادة إنشاء دولة ليتوانيا
- أندرو فون إتر (1940-1967) من رجال العصابات في بوسطن، هاجر مع والديه إلى الولايات المتحدة في عام 1947.
- إدمونداس بينيتيس (مواليد 1953) مهندس معماري لتواني
- رايمونداس باليتيس (مواليد 1957) سياسي ليتواني، وزير الداخلية من 2008 إلى 2012
- إندري ėerpytytė (مواليد 1983) فنان ليتواني في لندن، يعمل مع التصوير والنحت والتركيب والرسم.
- رينالاس سيبوتيس (مواليد 1985) لاعب كرة سلة ليتواني محترف
- Karolis Laukzemis (مواليد 1992) لاعب كرة قدم محترف في ليتوانيا.

## المدن التوأم - المدن الشقيقة
- Jūrmala, Latvia[8]
- Liepāja, Latvia
- Simrishamn, Sweden
- Frederiksberg, Denmark
- Pärnu, Estonia
- Łódź, Poland
- Ustka, Poland
- Bergen auf Rügen, Germany
- Kobuleti, Georgia
- Svetlogorsk District, Kaliningrad Oblast, Russia
- Svetlogorsk, Kaliningrad Oblast, Russia
- Primorje, Kaliningrad Oblast, Russia
- Chernyakhovsk, Kaliningrad Oblast, Russia
- Kretinga, Lithuania

## روابط خارجية
- مركز بالانغا السياحي (باللغة الليتوانية)
- مجلس مدينة بالانغا
- الإقامة في بالانجا
- طريق الكهرمان عبر البلطيق
- صور تاريخية من بالانغا
- بالانجا للسياح